# Phare de Cabo Raso
Pour l’article homonyme, voir Phare de Cabo Raso (Argentine).
Le phare da Cabo Raso est un phare situé sur Cabo Raso, qui se trouve dans la freguesia et la municipalité de Cascais, dans le district de Lisbonne (Région de Lisbonne-et-Val-de-Tage au Portugal)..
Il est géré par l'autorité maritime nationale du Portugal à Oeiras (Grand Lisbonne).
Il se trouve dans la zone du Parc naturel de Sintra-Cascais (pt).

## Histoire
Ce phare avait été prévu dans le Plan général de signalisation maritime de 1833. En 1884, la Commission des phares a approuvé la création d'un phare de 4e ordre qui a été installé sur le Fort de São Brás de Sanxete. Celui-ci est construit, en maçonnerie, et il est mis en service le 1er janvier 1894 avec un feu rouge fixe alimenté par lampe à huile. Mais celui-ci ne convient pas à l'usage.
En 1914-15, un second phare est construit. C'est sur tour cylindrique en fonte de 13 m de haut, avec galerie et lanterne, attenante à un complexe de bâtiments de deux étages. Le phare est peint en rouge et le reste des bâtiments est blanc. Une corne de brume y est également installée. Le feu est un feu rouge fixe avec une unité optique de 5e ordre. En 1922, il est remplacé par un système optique rotatif donnant la caractéristique d'un groupe de deux éclats rouges toutes les 10 secondes. En 1925, un bâtiment est construit pour recevoir le signal de brouillard et celui-ci est remplacé, en 1925, par une sirène à air comprimé.
En 1947, le phare est électrifié avec des groupes électrogènes qui alimentent une lampe de 3.000 W. Il est relié au secteur électrique public en 1969. En 1984, le phare est automatisé.Le phare marque l'approche du port de Lisbonne au niveau de l'extrémité nord-ouest du littoral et l'entrée de la baie de Lisbonne.
Identifiant : ARLHS : POR011 ; PT-189 - Amirauté : D2110 - NGA : 3380.

### Lien connexe
- Liste des phares du Portugal